# 燃ゆる頬
「燃ゆる頬」（もゆるほお）は、堀辰雄の短編小説。

## 概要
| 初出   | 『文藝春秋』1932年1月号                                     |
| 単行本 | 『燃ゆる頬・聖家族』（新潮文庫、1947年11月。改版1970年3月） |
| 文字数 | 8,997 文字                                                  |
| 表記   | 新字新仮名・旧字旧仮名                                      |

## あらすじ
高等学校の寄宿舎で主人公である“私”は、病弱でばら色の頬を持ち、静脈の透いて見えるような美しい皮膚の同級生の三枝と出会う。数多の日々と、三枝の脊椎カリエスの痕を触る等のじゃれ合いを通して2人は友人の枠を超えた関係を築いてゆく。しかし、夏休みに2人で海へ旅した海辺で、“私”は声のしゃがれた漁師の娘に心を移してしまう。娘に声を掛けられない“私”に対し、三枝は堂々と話しかけ、“私”の中で三枝が恋愛対象ではなく、恋敵へと姿を変える。夏休み後、三枝は別の土地に引っ越しており、冬になると校内の掲示板で亡くなったことを知らされるが“私”は特に心を動かすことなくぼんやりとそれを見つめた。数年後、肺結核と診断された“私”は療養所に向かう。そこで会った15～16歳くらいの回復期にある脊椎カリエスの患者である少年1人はどことなく三枝に似ており、ある朝その少年の脊椎カリエス患者特有の背骨の突起を見た瞬間、“私”は三枝の姿がフラッシュバックして、この時にようやく三枝に対して「取り返しのつかないことをしてしまった」という後ろめたさを感じるのであった。

## 登場人物
私
17歳の主人公。高等学校の寄宿舎で生活をしている。
三枝（さいぐさ）
「私」の同級生。脊椎カリエスという病気をわずらっている。
魚住（うおずみ）
「私」の先輩。主人公と同じ寄宿舎で暮らしている。

## 関連書籍
- 文庫版『燃ゆる頬・聖家族』（新潮文庫、1947年11月。改版1970年3月）、ISBN 978-4101004013
- 『燃ゆる頬』(ジュネット、2015年1月26日)、ISBN 978-4896442311
小野塚カホリの漫画。
- 『燃ゆる頬/風立ちぬ 朗読CD付』 (海王社、2015年7月10日)、ISBN 978-4796407441